# カネタタキ
カネタタキ（鉦叩、Ornebius kanetataki）はバッタ目カネタタキ科の昆虫。

## 形態
体長はオス、メスとも9 - 15mm程。淡褐色のやや細長く平たい体型である。オスは頭部、前胸背がやや明るい赤褐色、翅が暗赤褐色をしているため、体に横帯が入っているようにみえる。
翅の退化が著しく、オスのみ発音用に前翅を持つが、鱗状で非常に小さく、メスは無翅。戦後数を激増させた外来種アオマツムシの幼虫に姿が非常に似ており、生息地も重複しているため、しばしば両者は互いに誤認される。

## 生態
成虫は8-12月にかけて出現。野生下では最も遅くまで鳴き声を聞くことの出来る直翅目昆虫である。また、南西諸島では通年発生している。
日本では本州（主に岩手・秋田県以南）、四国、九州、南西諸島に分布する。樹上性であるが、都市部やその近郊の街路樹や庭木に多く生息し、大都市の中心駅や公園の植生にも多くの個体が認められる。逆に、あまり深い森林や山地などには棲んでいない。
生息する樹木は広葉樹がおもであるが、特に樹種は選ばず、夜間樹皮上を徘徊する。個体数の多い生息地であれば、樹木ではなく公園のフェンスや手すり、道路のガードレール、橋の欄干等でもしばしば姿が見られる。ただし、活発広範に徘徊するのは幼虫やメス、新成虫のオスがほとんどで、成熟したオスは一旦登った樹上からあまり移動しなくなる。これらの生態は、姿のよく似たアオマツムシ幼虫や、クサヒバリ、ウスグモスズ等でも観察され、また、人家の軒先やベランダ、室内に迷い込むのも、カネタタキのこのような習性と小さく平たい体によってもたらされていると考えられる。
夜行性。オスは、活動期前半には夜間、気温の低い秋以降は昼夜とわず、梢の中で「チッチッチッチッ」という小さな声で鳴き、この声が鉦を叩く音に似ていることが和名の由来といわれている。オス同士が近接状態になると普段と鳴き方が変わり、「チルルチルル！チルチル！チルルルルルル！」という競い鳴きをする。彼らが鳴いている場所は陰になった葉の裏側や重なった葉と葉の間など、目に付きにくいところである。
野生下でおもに何を食べているかははっきりしていないが、ごく小型の昆虫の死骸や若葉、新芽などの雑食性であろうと推測されている。飼育下では成虫、幼虫共に蜂蜜等の糖分を多く含む液体や果物、野菜、煮干し、観賞魚の餌、ドッグフード等、何でもよく食べる。非常に丈夫で、カビで覆われたような餌でも、口で穴を開けてトンネルを掘り、中身を食べてしまう。柑橘などの果樹園地では、未熟果の果皮表面を舐めるように食害することがあり、果皮が柔らかくなった着色期の食害では、果実内部まで達することもある。どちらの食害も果実品質がほぼ出荷基準以下になるため、売り物にならなくなる。
産卵は朽ちた枯れ枝の樹皮の凹凸部や、裂け目におこなわれる。

## 近縁種
- イソカネタタキ O. bimaculatus Shiraki
- ウスグロカネタタキ O. infusciatus Shiraki